# Adhémar van Angoulême
Adhémar van Angoulême (circa 1160 - Limoges, 16 juni 1202) was van 1186 tot aan zijn dood graaf van Angoulême. Hij behoorde tot het huis Taillefer.

## Levensloop
Adhémar was de derde zoon van graaf Willem VI van Angoulême en diens tweede echtgenote Margaretha, dochter van burggraaf Raymond I van Turenne.
Na het overlijden van zijn oudere broers Wulgrin III en Willem VII werd hij in 1186 graaf van Angoulême. Zijn broer Willem VII had in 1181 de erfrechten van Wulgrins dochter Mathilde genegeerd, waardoor Angoulême geclaimd werd door haar voogd, hertog Richard Leeuwenhart van Aquitanië, die eveneens de leenheer van Adhémar was. In een poging tot een vergelijk te komen erkende Richard Adhémar in 1188 als graaf van Angoulême.
Hetzelfde jaar huwde hij met Adelheid van Courtenay (1160-1218), dochter van graaf Peter I van Courtenay en kleindochter van koning Lodewijk VI van Frankrijk. Ze kregen een dochter Isabella (1188-1246), die eerst in 1200 huwde met de Engelse koning Jan zonder Land en daarna in 1220 huwde met heer Hugo X van Lusignan. Het huwelijk van Isabella en Jan zorgde voor een stevige alliantie tegen het opstandige huis Lusignan.
Adhémar maakte tevens aanspraak op het graafschap La Marche en had van 1199 tot 1200 de autoriteit over dit graafschap, vermoedelijk in naam van Jan zonder Land. In 1202 was hij ook betrokken bij de onderhandelingen over een verdrag tussen de Engelse koning en koning Sancho VII van Navarra.
In juni 1202 overleed hij in Limoges. Hij werd als graaf van Angoulême opgevolgd door zijn dochter Isabella. Dit graafschap werd echter geregeerd door haar echtgenoot Jan zonder Land, die Bartholomeus de Le Puy aanstelde als gouverneur van Angoulême. Na de dood van Jan verdreef Isabella in 1217 Bartholomeus en nam ze zelf de regering over Angoulême in handen.

## Voorouders
| Voorouders van Adhemar van Angoulême (1160-1202) | Voorouders van Adhemar van Angoulême (1160-1202)              | Voorouders van Adhemar van Angoulême (1160-1202)              | Voorouders van Adhemar van Angoulême (1160-1202)              | Voorouders van Adhemar van Angoulême (1160-1202)              | Voorouders van Adhemar van Angoulême (1160-1202)              | Voorouders van Adhemar van Angoulême (1160-1202)              | Voorouders van Adhemar van Angoulême (1160-1202)              | Voorouders van Adhemar van Angoulême (1160-1202)              |
| ------------------------------------------------ | ------------------------------------------------------------- | ------------------------------------------------------------- | ------------------------------------------------------------- | ------------------------------------------------------------- | ------------------------------------------------------------- | ------------------------------------------------------------- | ------------------------------------------------------------- | ------------------------------------------------------------- |
| Overgrootouders                                  | Willem V van Angoulême (–1120) ∞ Vitapoi Ivan Bénauges (-)    | Willem V van Angoulême (–1120) ∞ Vitapoi Ivan Bénauges (-)    | Rogier Poitevin (1065-1123) ∞ Almodis I van La Marche (-1117) | Rogier Poitevin (1065-1123) ∞ Almodis I van La Marche (-1117) | Boson I van Turenne (-1091) ∞ Gerberga (-)                    | Boson I van Turenne (-1091) ∞ Gerberga (-)                    | Godfried II van Perche (-1100) ∞ Beatrix van Ramerupt (-)     | Godfried II van Perche (-1100) ∞ Beatrix van Ramerupt (-)     |
| Grootouders                                      | Wulgrin II van Angoulême (1089–1140) ∞ Pons Poitevin (-)      | Wulgrin II van Angoulême (1089–1140) ∞ Pons Poitevin (-)      | Wulgrin II van Angoulême (1089–1140) ∞ Pons Poitevin (-)      | Wulgrin II van Angoulême (1089–1140) ∞ Pons Poitevin (-)      | Raymond I van Turenne (1099-1137) ∞ Mathilde du Perche (-)    | Raymond I van Turenne (1099-1137) ∞ Mathilde du Perche (-)    | Raymond I van Turenne (1099-1137) ∞ Mathilde du Perche (-)    | Raymond I van Turenne (1099-1137) ∞ Mathilde du Perche (-)    |
| Ouders                                           | Willem VI van Angoulême (-1179) ∞ Margaretha van Torrenne (-) | Willem VI van Angoulême (-1179) ∞ Margaretha van Torrenne (-) | Willem VI van Angoulême (-1179) ∞ Margaretha van Torrenne (-) | Willem VI van Angoulême (-1179) ∞ Margaretha van Torrenne (-) | Willem VI van Angoulême (-1179) ∞ Margaretha van Torrenne (-) | Willem VI van Angoulême (-1179) ∞ Margaretha van Torrenne (-) | Willem VI van Angoulême (-1179) ∞ Margaretha van Torrenne (-) | Willem VI van Angoulême (-1179) ∞ Margaretha van Torrenne (-) |